# General Electric LM2500
Il motore General Electric LM2500 è una turbina a gas a turboalbero di derivazione aeronautica della General Electric che ha un impiego industriale e marino.
L'ultima versione del motore LM2500 ha una potenza di 33 600 CV (25,1 MW) con il 37 % di efficienza termica. Il motore viene usato in varie applicazioni su unità della US Navy e di altre marine, aliscafi, hovercraft e traghetti veloci. Nel 2004 oltre 1000 turbine a gas LM2500 erano in servizio in 29 marine internazionali.
In molte unità militari le installazioni del motore LM2500 vengono effettuate all'interno di un container ISO dalla lunghezza di 40 piedi per una più facile rimozione.
Il motore LM2500+ è un'evoluzione del motore LM2500 che ha una potenza di 40 200 CV o 28,6 MW di potenza elettrica in combinazione con un generatore elettrico. Due di questi generatori sono stati installati nella sovrastruttura nei pressi del fumaiolo sulla Queen Mary 2 il più grande transatlantico al mondo.
In Italia il motore viene costruito dalla Avio Aero.
I motori LM2500/LM2500+ vengono usati come turbine in sistemi di propulsione CODAG o CODOG o in coppia  nei sistemi COGAG come sull'incrociatore portaeromobili Garibaldi della flotta della Marina Militare Italiana.
Le prime unità della US Navy ad usare il motore LM2500 furono i cacciatorpediniere Classe Spruance. Successivamente vennero impiegati su altre classi di navi quali le fregate Oliver Hazard Perry sugli incrociatori Ticonderoga ed attualmente trovano impiego sui Burke. La Royal Canadian Navy lo impiega sulle fregate classe Halifax.
Nella Marina Militare Italiana questi motori trovano impiego sulle principali unità di squadra a partire dagli anni settanta quando equipaggiarono le Lupo.